# Асыл
Асы́л (каз. Асыл) — село в Бухар-Жырауском районе Карагандинской области Казахстана, входит в состав Каражарского сельского округа.

## География
Населённый пункт расположен на западе района, на правом берегу реки Шерубайнура, в 3,5 километрах (по автодороге) к северу от административного центра сельского округа села Каражар, в 120 километрах к юго-западу от районного центра посёлка Ботакара и в 48 километрах к западу от областного центра города Караганда. Соседние населённые пункты: Каражар в 1,2  километрах к югу, Волковское в 7,8 километрах к западу. Транспортное сообщение осуществляется автомобильной дорогой областного значения КМ-3 «Новодолинка—Шахан—Жанаталап км 0-34». Высота центра населённого пункта — 465 метров над уровнем моря. 

## Население
| Численность населения | Численность населения | Численность населения | Численность населения |
| 1989                  | 1999                  | 2009                  | 2021                  |
| --------------------- | --------------------- | --------------------- | --------------------- |
| 360                   | ↗373                  | ↘341                  | ↘221                  |

национальный состав
Процентное соотношение численно-преобладающих национальностей села согласно переписи населения 1989 года:
| Национальность | Процентное соотношение |
| -------------- | ---------------------- |
| русские        | 48 %                   |
| немцы          | 25 %                   |
| другие         | 23 %                   |